# Chapelle Saint-Jacques de Fontenaille
Pour les articles homonymes, voir Chapelle Saint-Jacques.
La chapelle Saint-Jacques  est un édifice religieux catholique classé situé dans le hameau de Fontenaille faisant partie de la commune de Houffalize en province de Luxembourg (Belgique).

## Situation
L'édifice est situé dans le noyau ancien et au centre du hameau ardennais de Fontenaille à une altitude de 455 mètres. Il est entouré par son vieux cimetière ceint d'un mur en pierres de schiste.

## Historique
La présence d'une édifice religieux antérieur sur ce lieu est citée dès 1130. La chapelle actuelle a été érigée en 1700 comme en témoigne une pierre gravée en face nord de la tour, au dessus de son entrée d'origine aujourd'hui obturée. Les murs extérieurs de la chapelle ont été repeints vers 2020.

## Architecture
La chapelle de dimension similaire à certaines églises (longueur d'environ 18 mètres) comme l'église Saint-Remi de Tavigny est réalisée en pierres de schiste ardennais blanchies. La toiture est en ardoises. La tour carrée presque aveugle de deux niveaux est surmontée d’une flèche d’ardoises octogonale ponctuée d'une croix en fer forgé. Sur la face occidentale de la tour, se trouve la porte d'entrée cintrée avec encadrement en schiste. La nef est constituée de trois travées percées de baies cintrées et le chevet aveugle est semi-circulaire. Une seconde croix en fer forgé se dresse au-dessus de ce chevet.

## Cloche
L'unique cloche de la chapelle a été placée à la même époque (1700) que la construction de l'édifice. Elle l'œuvre du fondeur Joseph Joris de Saint-Hubert. La cloche, le joug de suspension à clavettes, la roue en bois de la cloche, le battant et son attache en cuir sont d’origine. Aujourd'hui, la cloche est toujours activée manuellement à l'aide d'une corde.

## Classement
La chapelle Saint-Jacques, le mur d'enceinte du cimetière et les croix funéraires en schiste ainsi que l'ensemble formé par la chapelle et les terrains environnants sont classés depuis le 10 décembre 1991 et reprise sur la liste du patrimoine immobilier classé de Houffalize.